# Amar Arbathok
Amar Arbathok (nep. अमर अबाथोक) – gaun wikas samiti w zachodniej części Nepalu w strefie Lumbini w dystrykcie Gulmi. Według nepalskiego spisu powszechnego z 2001 roku liczył on 456 gospodarstw domowych i 2259 mieszkańców (1266 kobiet i 993 mężczyzn).